# 小栓菌属
小栓菌属（学名：Trametella）是多孔菌科下的一个属。现接受名为长毛孔菌属（Funalia Pat.）。

## 下属物种
本属包括以下物种：
- 戴尔菲小栓菌 Trametella telfairii